# الرئاسة العامة للبحوث العلمية والإفتاء
اللجنة الدائمة للبحوث العلمية والإفتاء، في المملكة العربية السعودية هي إحدى اللجان العلمية المعتبرة في العصر الحاضر والمتمسك بنهج النبي وتسير على نهج أهل الاُثر، تضم نخبة من كبار أهل العلم في المملكة العربية السعودية.

## مهام
تُعنى الرئاسة العامة للبحوث العلمية والإفتاء ببيان أحكام الشريعة الإسلامية في القضايا العامة، والتوجيه للعمل بها، ونشر وتوفير مصادر علمية ومعرفية للعلماء والباحثين، إضافةً إلى إصدار الفتوى في الشؤون الخاصة للجهات الحكومية أو الشخصية أو الأفراد.

## أعضاء اللجنة الدائمة وأعضاء الإفتاء
- مفتي عام المملكة
- الشيخ الدكتور صالح الفوزان
- الشيخ محمد بن حسن آل الشيخ
- الشيخ الدكتور سعد بن ناصر الشثري
- الشيخ الدكتور عبدالسلام بن عبد الله السليمان

## التأسيس
- تأسست في بداياتها دار الإفتاء والإشراف على الشؤون الدينية عن إدارة صغيرة تقوم بالإشراف على الشؤون الدينية، ويقوم بالإشراف عليها مفتي الديار السعودية آنذاك الشيخ محمد بن إبراهيم آل الشيخ، وبعد فترة من تأسيسها صدر المرسوم الملكي الذي يقضي بتحويل مسمى الدار لتكون الرئاسة العامة للبحوث العلمية والإفتاء والدعوة والإرشاد، وأُسندت رئاستها إلى الشيخ إبراهيم بن محمد آل الشيخ بموجب الأمر الملكي رقم 139،1 في 8 /7 /1391هـ-1971م.
- في عام 1395هـ/1975م صدر الأمر الملكي بتعيين الشيخ عبد العزيز بن عبد الله رئيساً لها، وقد قام بالعديد من الجهود الدعوية، وقد تأسس مبنى الرئاسة في مدينة الرياض على شارع عسير في عام 1400هـ/1980م.[2]

ولها مصداقية عالية في الأوساط العلمية والإسلامية ،أثنى عليها جمع من العلماء وطلبة العلم من أهل السنة ولها جهود كبيرة في بيان الأحكام الشرعية للناس، وإصدار الفتاوى المتعلقة بجميع شؤون الحياة، وقد قام الشيخ أحمد بن عبد الرزاق الدويش بجمع الفتاوى الصادرة عن اللجنة فخرجت المجموعة الأولى منها في ستة وعشرين (26) مجلدا، وخرجت المجموعة الثانية منها في أحد عشر مجلدا ، وهي من أهم المراجع التي يستفيد منها الناس وطلبة العلم اليوم في النظر في المسائل الفقهية المعاصرة أعضائها هم الشيخ عبد العزيز بن عبد الله ابن باز والشيخ عبد العزيز بن عبد الله ال شيخ والشيخ عبد الرزاق بن عفيفي بن عطية والشيخ عبد الله بن قعود والشيخ إبراهيم بن محمد ال شيخ والشيخ عبد الله الغديان والشيخ صالح بن الفوزان الفوزان والشيخ بكر بن عبد الله أبوزيد والشيخ عبد الله بن منيع أحمد بن علي بن أحمد سير المباركي الشيخ عبد الله بن محمد المطلق والشيخ عبد الله م بن محمد بن سعد ال خنين والشيخ سعد بن ناصر الشتري والشيخ محمد بن حسن ال شيخ والشيخ عبد الكريم الخضير
وهذه الفتاوى كاملة متوفرة على شبكة الإنترنت في موقع الرئاسة العامة للبحوث العلمية والإفتاء.

## انظر ايضاً
- الرياض
- هيئة الأمر بالمعروف والنهي عن المنكر